# Gary Emerson

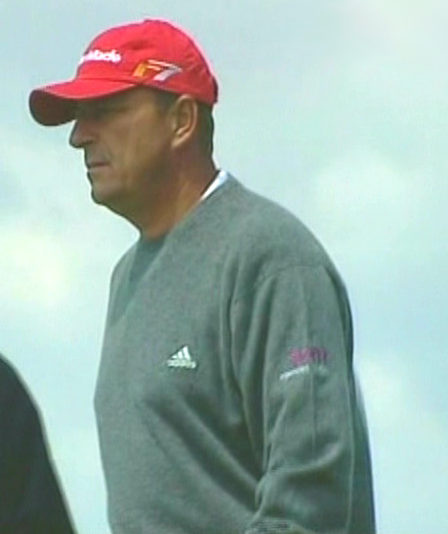
Gary Emerson in 2006

Gary Paul Emerson (Bournemouth, Dorset, 26 september 1963) is een professioneel golfer uit Engeland. Hij is verbonden aan de Remedy Oak Golf Club.

## Professional
Emerson speelde scratch toen hij in 1982 professional werd. Er werd veel van hem verwacht. Hij werd echter het voorbeeld van 'de aanhouder wint'. Hij speelde jarenlang op de Europese Challenge Tour waar hij slechts eenmaal won. Pas in 1995, na zijn zesde bezoek aan de Tourschool, kwam hij op de Europese PGA Tour waar hij in zijn 10de seizoen na 237 toernooien zijn eerste en enige overwinning behaalde op Le Meridien Moscou Country Club. Het toernooi telde ook mee voor de Challenge Tour. 
Emerson kwalificeerde zich acht keer voor het Brits Open. De laatste keer was in 2004, dat werd ook de eerste keer dat hij zich voor het weekend kwalificeerde en op de 60ste plaats eindigde. Enkele weken later won hij het Russisch Open.
Zijn beste jaar was 2005, waarin hij op nummer 72 van de Order of Merit eindigde. Mede dankzij een tweede plaats bij de British Masters werd hij nog nummer 76 in 2006 maar in 2007 verloor hij zijn spelerskaart en ook in 2010 probeert hij weer een kaart te behalen op de Tourschool.

### Gewonnen

#### Challenge Tour
- 1998: Netcom Norwegian Open
- 2004: Cadillac Russian Open

#### Europese Tour
- 2004: Cadillac Russian Open

#### Elders
- 2010: Gwalia Housing Trust Pro-Am op Langland Bay in Wales